# 雜色阿科斯喉盤魚
雜色阿科斯喉盤魚（學名：Arcos poecilophthalmos），為輻鰭魚綱喉盤魚目喉盤魚科的其中一種，分布於東南太平洋的加拉巴哥群島海域，深度5至30公尺，本魚體蝌蚪形，體扁平，頭寬扁，前鼻孔有寬大的分枝，上唇寬，前部比兩側寬得多，上頜僅有扁平的門齒，無犬齒，下頜有2-3對門齒，兩側各有3-4顆犬齒，吸盤很大，前後有一寬的乳突帶，吸盤前部有10-12排扁平乳突，吸盤後部有10-11排扁平乳突，胸鰭基部有一發達的扁平肉質墊，背鰭條8條；臀鰭條7條；胸鰭條23-24，體長可達5公分，屬底棲性魚類，棲息在浪濤洶湧的礁石區，生活習性不明。